# Hung Sin-nui
Kuang Jianlian (鄺健廉; 27 de diciembre de 1924-8 de diciembre de 2013), más conocida como Hung Sin-nui, Hong Xian-nu, Hong Sin-lui, Hung Hsien-nu o Hong Sin-loi (紅線女), fue una actriz de cine y maestra de la ópera cantonesa de China y Hong Kong más conocida por su carrera en la ópera cantonesa. Hung apareció en 105 películas desde 1947 hasta 2009. En 1955, Hung renunció a su carrera en Hong Kong y se unió en la ópera cantonesa en Guangdong por invitación del primer ministro Zhou En-lai, donde preformado hasta 1961.
Hung murió el 8 de diciembre de 2013 de un ataque al corazón en el Hospital General Guangdong de Guangzhou, donde se había retirado en sus últimos años.